# Skomakare, bliv vid din läst (film)
Skomakare, bliv vid din läst är en svensk svartvit stumfilm från 1915 i regi av Victor Sjöström. I rollerna ses bland andra Stina Berg, Greta Almroth och August Warberg.

## Om filmen
Inspelningen ägde rum 14-28 juni 1915 interiört i Svenska Biografteaterns ateljé på Lidingö samt exteriört i trakten av Sigtuna. Manuset skrevs av Sjöström och Frederik Poulsen med Poulsens manus Bonde og Herremand som förlaga. Fotograf var Henrik Jaenzon och filmen premiärvisades 13 september 1915 på biografen Regina i Stockholm. Den mottogs negativt av kritikerna.
Varken filmen eller dess manuskript finns bevarade.

## Handling
Stina och hennes dotter Karin bor i ett torp på baron Silverlods mark. Baronens son Henrik bekantar sig snart med Karin och familjen bjuds på middag i herrgården. Under middagen föreslår den berusade baronen att man ska byta gårdar, vilket Stina får skriftligt på. Nästa dag reser hon in till stan och får lagfart på saken.
De båda parterna har dock svårt att acklimatisera sig till sina nya miljöer och till slut ger mor Stina upp och återvänder till sitt torp. Hon har med detta förstått innebörden i uttrycket "skomakare, bliv vid din läst". Filmen slutar med att Henrik och Karin gifter sig och Karin blir således herrskapsfru.

## Rollista
- Stina Berg – Stina, torpargumma på Granbacka
- Greta Almroth – Karin, Stinas dotter
- August Warberg – Karl-Göran Silverlod, herre till Storsätra, baron
- Richard Lund – Henrik, baron Silverlods son
- Gull Natorp – kammarjungfru